# Coupe de la Ligue 2001-2002
La Coupe de la Ligue 2001-2002 fu l'8ª edizione della manifestazione.
Iniziò il 1º settembre 2001 e si concluse il 20 aprile 2002 con la finale allo Stade de France, vinta dal Bordeaux per tre a zero contro il Lorient. La squadra campione in carica era l'Olympique Lione.

## Calendario
| Turno            | Partita Unica                                |                                              |
| ---------------- | -------------------------------------------- | -------------------------------------------- |
| Primo turno      | 1º settembre 2001                            | 1º settembre 2001                            |
| Secondo turno    | 1°-2 dicembre 2001                           | 1°-2 dicembre 2001                           |
| Ottavi di finale | 8-16 gennaio 2002                            | 8-16 gennaio 2002                            |
| Quarti di finale | 26 gennaio-5 marzo 2002                      | 26 gennaio-5 marzo 2002                      |
| Semifinali       | 2-3 marzo 2002                               | 2-3 marzo 2002                               |
| Finale           | 30 aprile 2002 Saint-Denis (Stade de France) | 30 aprile 2002 Saint-Denis (Stade de France) |

## Partite

### Primo Turno
| Squadra 1         | Risultato         | Squadra 2 |
| ----------------- | ----------------- | --------- |
| Le Havre          | 2 - 1             | Wasquehal |
| Martigues         | 3 - 0             | Tolosa    |
| Le Mans           | 2 - 1             | Nizza     |
| Laval             | 1 - 0             | Beauvais  |
| Saint-Étienne     | 2 - 0             | Gueugnon  |
| Amiens            | 2 - 1             | Angers    |
| Ajaccio           | 0 - 0 (3 - 4 dcr) | Nîmes     |
| Créteil-Lusitanos | 4 - 2             | Valence   |
| Cannes            | 1 - 0             | Grenoble  |
| Louhans-Cuiseaux  | 2 - 0             | Istres    |
| Strasburgo        | 3 - 0             | Niort     |

### Secondo Turno
| Squadra 1           | Risultato         | Squadra 2           |
| ------------------- | ----------------- | ------------------- |
| Olympique Lione     | 1 - 1 (4 - 3 dcr) | Sochaux             |
| Lorient             | 5 - 4             | Metz                |
| Nantes              | 3 - 2 (dts)       | Sedan               |
| Le Mans             | 2 - 3             | Bastia              |
| Rennes              | 3 - 1             | Créteil-Lusitanos   |
| Lilla               | 0 - 2             | Nancy               |
| Guingamp            | 4 - 0             | Saint-Étienne       |
| Laval               | 0 - 3             | Auxerre             |
| Cannes              | 1 - 2             | Bordeaux            |
| Amiens              | 2 - 0             | Nîmes               |
| Louhans-Cuiseaux    | 0 - 1             | Le Havre            |
| Strasburgo          | 2 - 0             | Caen                |
| Châteauroux         | 2 - 1             | Martigues           |
| Monaco              | 4 - 1             | Lens                |
| Troyes              | 0 - 4             | Paris Saint-Germain |
| Olympique Marsiglia | 0 - 0 (4 - 2 dcr) | Montpellier         |

### Ottavi di finale
| Squadra 1           | Risultato         | Squadra 2           |
| ------------------- | ----------------- | ------------------- |
| Lorient             | 1 - 0             | Auxerre             |
| Nantes              | 1 - 3             | Bastia              |
| Rennes              | 2 - 0             | Le Havre            |
| Amiens              | 0 - 2             | Strasburgo          |
| Paris Saint-Germain | 3 - 1             | Guingamp            |
| Nancy               | 3 - 2             | Châteauroux         |
| Bordeaux            | 1 - 1 (4 - 2 dcr) | Olympique Lione     |
| Monaco              | 2 - 1             | Olympique Marsiglia |

### Quarti di finale
| Squadra 1           | Risultato         | Squadra 2  |
| ------------------- | ----------------- | ---------- |
| Lorient             | 1 - 1 (4 - 2 dcr) | Bastia     |
| Rennes              | 3 - 2             | Strasburgo |
| Paris Saint-Germain | 1 - 1 (4 - 3 dcr) | Nancy      |
| Bordeaux            | 2 - 1             | Monaco     |

### Semifinali
| Squadra 1           | Risultato | Squadra 2 |
| ------------------- | --------- | --------- |
| Lorient             | 1 - 0     | Rennes    |
| Paris Saint-Germain | 0 - 1     | Bordeaux  |

### Finale
| Arbitro: | Alain Sars |

|  |           |                            |
|  | Marcatori | 5’, 59’ Pauleta 42’ Meriem |

#### Formazioni
| Lorient        |    |                         |  |     |
|                |    |                         |  |     |
| P              | 1  | Stéphane Le Garrec      |  |     |
| D              | 2  | Loïc Druon              |  |     |
| D              | 5  | Christophe Ferron       |  |     |
| D              | 27 | Papa Malick Diop        |  |     |
| D              | 28 | Yohan Bouzin            |  |     |
| C              | 29 | Pascal Delhommeau       |  | 63’ |
| C              | 19 | Jacques Abardonado (C)  |  |     |
| C              | 25 | Cédric Chabert          |  | 46’ |
| C              | 9  | Jean-Claude Darcheville |  | 74’ |
| A              | 10 | Pascal Bedrossian       |  |     |
| A              | 14 | Pascal Feindouno        |  |     |
| Sostituti:     |    |                         |  |     |
| P              | 16 | Sébastien Hamel         |  |     |
| D              | 26 | Richard Martini         |  | 63’ |
| C              | 8  | Seydou Keita            |  | 46’ |
| C              | 15 | Tchiressoua Guel        |  | 74’ |
| A              | 31 | Moussa Saïb             |  |     |
| Allenatore:    |    |                         |  |     |
| Yvon Pouliquen |    |                         |  |     |

| Bordeaux    |    |                    |  |     |
|             |    |                    |  |     |
| P           | 1  | Frédéric Roux      |  |     |
| D           | 2  | David Jemmali      |  |     |
| D           | 4  | Kodjo Afanou       |  |     |
| D           | 15 | David Sommeil      |  |     |
| D           | 19 | Bruno Basto        |  |     |
| C           | 7  | Eduardo Costa      |  |     |
| C           | 8  | Alexei Smertin     |  |     |
| C           | 10 | Vikash Dhorasoo    |  |     |
| C           | 27 | Camel Meriem       |  | 86’ |
| A           | 21 | Christophe Dugarry |  |     |
| A           | 9  | Pauleta            |  | 87’ |
| Sostituti:  |    |                    |  |     |
| P           | 16 | Ulrich Ramé        |  |     |
| D           | 24 | Hervé Alicarte     |  |     |
| D           | 23 | Miranda            |  | 86’ |
| C           | 18 | Yksel Osmanovski   |  |     |
| A           | 28 | Christophe Sanchez |  | 87’ |
| Allenatore: |    |                    |  |     |
| Élie Baup   |    |                    |  |     |